# Verona Rugby
Il Verona Rugby S.S.D. Srl è un club dilettantistico italiano di rugby a 15 di Verona.
Fondato nel 1963 come sezione della polisportiva dell'ateneo statale scaligero CUS Verona, cedette nel 2016 il titolo sportivo di serie A alla neoformata Verona Rugby.
Il suo colore sociale è il grigio antracite e disputa i suoi incontri interni al Payanini Center di Verona.
Dalla stagione 2019-20 milita in serie A, seconda divisione nazionale, dopo una stagione nel TOP12 in cui fu promosso per la prima volta nella storia.

## Storia
Il rugby giunse a Verona alla fine degli anni cinquanta del XX secolo, ma non nella variante più diffusa in Italia del quindici bensì in quella del tredici che in quel periodo stava incontrando grande diffusione nel nord del Paese; tuttavia l'esperienza dei tredicisti finì all'inizio degli anni sessanta per via del veto posto dalla Federazione Italiana Rugby a qualsiasi tesserato a disputare incontri in tale altra disciplina.
Fu così che nel 1962 la squadra passò al codice a quindici e, l'anno successivo, entrò nell'orbita del CUS Verona, guadagnando poche stagioni più tardi la promozione in seconda divisione.
Gli anni settanta sono relativamente anonimi come risultati (la squadra conobbe un breve periodo in terza divisione, ma in quel periodo il club ottenne l'utilizzo del campo Gavagnin (successivamente ribattezzato Gavagnin-Nocini), e la stabilità societaria preparò la strada a un ritorno in seconda divisione che procedette, a fasi alterne, fino alla metà degli anni ottanta.
Nel 1987 il CUS Verona retrocedette in serie C1 e iniziò ad altalenare tra tale serie e la C2 fino al nuovo secolo.
I primi tentativi di risalita si ebbero nel campionato 1999-2000 di serie C1 quando la squadra perse lo spareggio nei play-off promozione a opera del CUS Milano e anche nella stagione successiva mancò di poco gli spareggi classificandosi al terzo posto del proprio girone; la promozione in serie B, nel frattempo divenuta la terza serie nazionale, arrivò alla fine della stagione 2001-02 grazie all'apporto tecnico di diversi giocatori di rilievo tra cui l'ex internazionale italiano Stefano Bordon, già due volte campione italiano con Rovigo che, dopo un quinto posto di assestamento nella stagione successiva, lasciò il rugby giocato e divenne allenatore della squadra nel 2003 conducendola di nuovo a un'agevole salvezza ripetendo il quinto posto della stagione precedente.
Antonello Catarinicchia, il tecnico subentrato a Bordon nel 2004, prese in mano una squadra formata da un mix di componenti storici che avevano guadagnato la promozione e le due salvezze e di alcuni giovani elementi provenienti da società della regione come Badia o Petrarca integrati da qualche straniero proveniente dall'Argentina e, in anticipo sulla programmazione, conquistò la promozione in serie A nella primavera del 2005; l'anno successivo assorbì il salto di categoria e chiuse al decimo posto mantenendo la posizione in serie A che tuttavia non riuscì a difendere nella stagione 2006-07 nonostante l'arrivo di una sponsorizzazione di rilievo come il marchio d'abbigliamento Franklin & Marshall, complice alcune circostanze impreviste quali la malattia improvvisa dell'allenatore Catarinicchia e problemi familiari di un giocatore-chiave che dovette fare rientro in Argentina: la squadra chiuse al penultimo posto e retrocedette in serie B all'ultima giornata; non completamente ricostituito, Catarinicchia abbandonò la guida del club suggerendo l'ingaggio di Filippo Vittadello, ex internazionale già estremo del Petrarca.
Il girone C della serie B 2007-08 fu condotto con buon passo, ma una penalità amministrativa fece perdere alla squadra il primo posto indirizzandola a un play-off contro la squadra cadetta del Viadana, che si impose nettamente nel doppio confronto.
La promozione giunse l'anno successivo con il primo posto nel proprio girone e doppia vittoria su Asti.
Il CUS Verona si assestò comodamente nella nuova categoria, riuscendo a mantenersi stabilmente in seconda divisione e arrivando, nel 2014-15, fino alla semifinale per il titolo di campione d'Italia serie A e per la promozione in Eccellenza: furono i liguri del Pro Recco negare ai veronesi la finale nazionale.
Nel campionato successivo giunse fino alla pool promozione senza tuttavia raggiungere le semifinali.
A fine stagione una nuova società, il Verona Rugby, assorbì il titolo sportivo del CUS Verona e accorpò le squadre seniores in serie A e C1 e riprese nella sua struttura la squadra femminile.
Il nuovo club così denominato giunse al secondo posto del suo girone uscendo, come due anni prima, alle semifinali per titolo e promozione in massima serie.
Al termine della stagione di serie A 2017-18, dopo essersi classificato primo nel proprio girone e secondo nella poule promozione, il Verona superò nella semifinale per il titolo di categoria i Lyons di Piacenza e, oltre guadagnare la finale contro il Valsugana, insieme a quest'ultima conseguito la promozione nel campionato d'Eccellenza successivo, portando così la città di Verona, per la prima volta nella storia del campionato di rugby, in massima serie.
La stagione nel massimo campionato vide i grigi giungere al penultimo posto in classifica a pari merito della S.S. Lazio, circostanza che rese necessario disputare uno spareggio per la salvezza che si tenne a Padova: il club romano vinse 16-14 una gara decisa solo negli ultimi minuti di gioco e decretò la retrocessione dei veronesi dopo una sola stagione di vertice.

## Cronologia
| Cronistoria del Verona Rugby |
| --- |
| - 1963 · Affiliazione del club al CUS Verona - 1963-64 · - 1964-65 · - 1965-66 · - 1966-67 · - 1967-68 · - 1968-69 · - 1969-70 · - 1970-71 · - 1971-72 · - 1972-73 · - 1973-74 · - 1974-75 · - 1975-76 · - 1976-77 · - 1977-78 · - 1978-79 · - 1979-80 · - 1980-81 · - 1981-82 · - 1982-83 · - 1983-84 · - 1984-85 · - 1985-86 · - 1986-87 · Serie B Retrocessione in serie C1 - 1987-88 · - 1988-89 · - 1989-90 · - 1990-91 · - 1991-92 · - 1992-93 · - 1993-94 · - 1994-95 · - 1995-96 · - 1996-97 · - 1997-98 · - 1998-99 - 1999-2000 · Serie C1 - 2000-01 · Serie C1 - 2001-02 · Serie C1 Promozione in serie B - 2002-03 · 6º girone A serie B - 2003-04 · 5º girone C serie B - 2004-05 · 1º girone C serie B Promozione in serie A - 2005-06 · 10º girone B serie A - 2006-07 · 11º girone A serie A Retrocessione in serie B - 2007-08 · 2º girone C serie B Sconfitta play-off promozione - 2008-09 · 1º girone C serie B Promozione in serie A2 - 2009-10 · 4º serie A2 Sconfitta spareggio A1/A2 Ripescaggio in serie A1 - 2010-11 · 6º serie A1 - 2011-12 · 10º serie A1 - 2012-13 · 4º serie A1 - 2013-14 · 5º serie A1 - 2014-15 · 2º girone B serie A 2º pool promozione 2 Sconfitta play-off promozione - 2015-16 · 3º girone B serie A 5º pool promozione 2 - 2016 · Titolo sportivo trasferito al Verona Rugby S.S.D. - 2016-17 · 3º girone B serie A 2º pool promozione 2 Sconfitta semifinali play-off - 2017-18 · 1º girone B serie A 2º pool promozione 2 Promozione in TOP12 - 2018-19 · 10º TOP12 Sconfitta play-out salvezza Retrocessione in serie A - 2019-20 · n/a - 2020-21 · girone 2 serie A - 2021-22 · 3º girone 2 serie A - 2022-23 · 4º girone 2 serie A - 2023-24 · 1º girone 2 serie A Sconfitta semifinali play-off - 2024-25 · 4º girone 1 serie A Sconfitta semifinali play-off |

## Colori sociali, simboli e impianto
Il colore sociale del club è il grigio antracite, assunto dalla nuova proprietà dopo il passaggio di titolo sportivo nel 2016; in precedenza le uniformi erano verdi e blu (con un disegno a strisce orizzontali alternate sulla maglia).
Il simbolo del club è un pallone da rugby con la scala, simbolo della città, in luogo del pittogramma raffigurante le cuciture sulla sezione longitudinale del pallone.
L'impianto di gioco è a Verona in via San Marco 114, il Payanini Center, inaugurato a novembre 2018 e costruito dalla presidente del club, Raffaella Vittadello; in precedenza disputava gli incontri interni al centro sportivo Mario Gavagnin-Sinibaldo Nocini, che il CUS Verona utilizzava già dagli anni settanta del XX secolo; la sede legale del club è in frazione Volargne di Dolcè, comune del Veronese.